# Miraclathurella bicanalifera
Miraclathurella bicanalifera is een slakkensoort uit de familie van de Pseudomelatomidae. De wetenschappelijke naam van de soort is voor het eerst geldig gepubliceerd in 1834 door Sowerby I.